# Dichromodes
Dichromodes es un género de polilla perteneciente a la familia Geometridae, descrito por primera vez por Guenée en 1857, con amplia distribución en Australia.

## Descripción
Se caracterizan por tener un cuerpo delgado, ojos prominentes y probóscide delgada. Los palpos se ven estrechamente unidos, con articulaciones poco definidas y escamosos por encima, hirsutos por debajo. Las antenas del macho son moderadamente pectinadas, sus ramas en una sola fila. El abdomen es largo, con prominentes valvas, cubiertas de vellos escamosos. Las patas son delgadas y bastante largas. Las tibias posteriores son muy largas con espolones largos y delgados. Las alas son festoneadas, con un largo fleco.

## Especies
- D. aesia Turner, 1930
- D. ainaria Guenée, 1858
- D. anelictis Meyrick, 1890
- D. angasi Felder, 1875
- D. aristadelpha Lower, 1903
- D. atrosignata Walker, 1861
- D. berthoudi Prout, 1910
- D. capnoporphyra Turner, 1939
- D. compsotis Meyrick, 1890
- D. confluaria Guenée, 1857
- D. consignata Walker, 1861
- D. cynica Meyrick, 1911
- D. denticulata Turner, 1930
- D. diffusaria Guenée, 1858
- D. disputata Walker, 1861
- D. emplecta Turner, 1930
- D. estigmaria Walker, 1861
- D. euprepes Prout, 1910
- D. euscia Meyrick, 1890
- D. explanata Walker, 1861
- D. exsignata Walker, 1861
- D. galactica Turner, 1930
- D. gypsotis Meyrick, 1888
- D. haematopa Turner, 1906
- D. icelodes Turner, 1930
- D. ida Hudson, 1905
- D. implicata Goldfinch, 1944
- D. indicataria Walker, 1866
- D. ioneura Meyrick, 1890
- D. ischnota Meyrick, 1890
- D. lechria Turner, 1943
- D. leptogramma Turner, 1930
- D. leptozona Turner, 1930
- D. limosa Turner, 1930
- D. lissophrica Turner, 1930
- D. longidens Prout, 1910
- D. loxotropha Turner, 1943
- D. lygrodes Turner, 1930
- D. lygrophanes Turner, 1943
- D. mesogonia Prout, 1910
- D. mesondonta Turner, 1930
- D. mesoporphyra Turner, 1939
- D. mesotoma Turner, 1943
- D. mesozona Prout, 1910
- D. molybdaria Guenée, 1858
- D. niger Butler, 1877
- D. obtusata Walker, 1861
- D. odontias Meyrick, 1890
- D. ophiucha Meyrick, 1890
- D. orectis Meyrick, 1890
- D. oriphoetes Turner, 1930
- D. ornata Walker, 1861
- D. orthogramma Lower, 1894
- D. orthotis Meyrick, 1890
- D. orthozona Lower, 1903
- D. paratacta Meyrick, 1890
- D. partitaria Walker, 1866
- D. perinipha Lower, 1915
- D. personalis Felder, 1875
- D. phaeoxesta Turner, 1939
- D. poecilotis Meyrick, 1890
- D. raynori Prout, 1920
- D. rimosa Prout, 1910
- D. rostrata Turner, 1930
- D. rufilinea Turner, 1939
- D. rufula Prout, 1910
- D. scothima Prout, 1910
- D. semicanescens Prout, 1913
- D. sigmata Walker, 1861
- D. simpla Goldfinch, 1944
- D. simulans Hudson, 1928
- D. sphaeriata Felder, 1875
- D. stilbiata Guenée, 1858
- D. subrufa Turner, 1939
- D. triglypta Lower, 1908
- D. triparata Walker, 1861
- D. tritospila Turner, 1943
- D. typhistis Turner, 1939
- D. uniformis Bastelberger, 1907
- D. usurpatrix Prout, 1910